# Leichtathletik-Weltmeisterschaften 2013/5000 m der Frauen

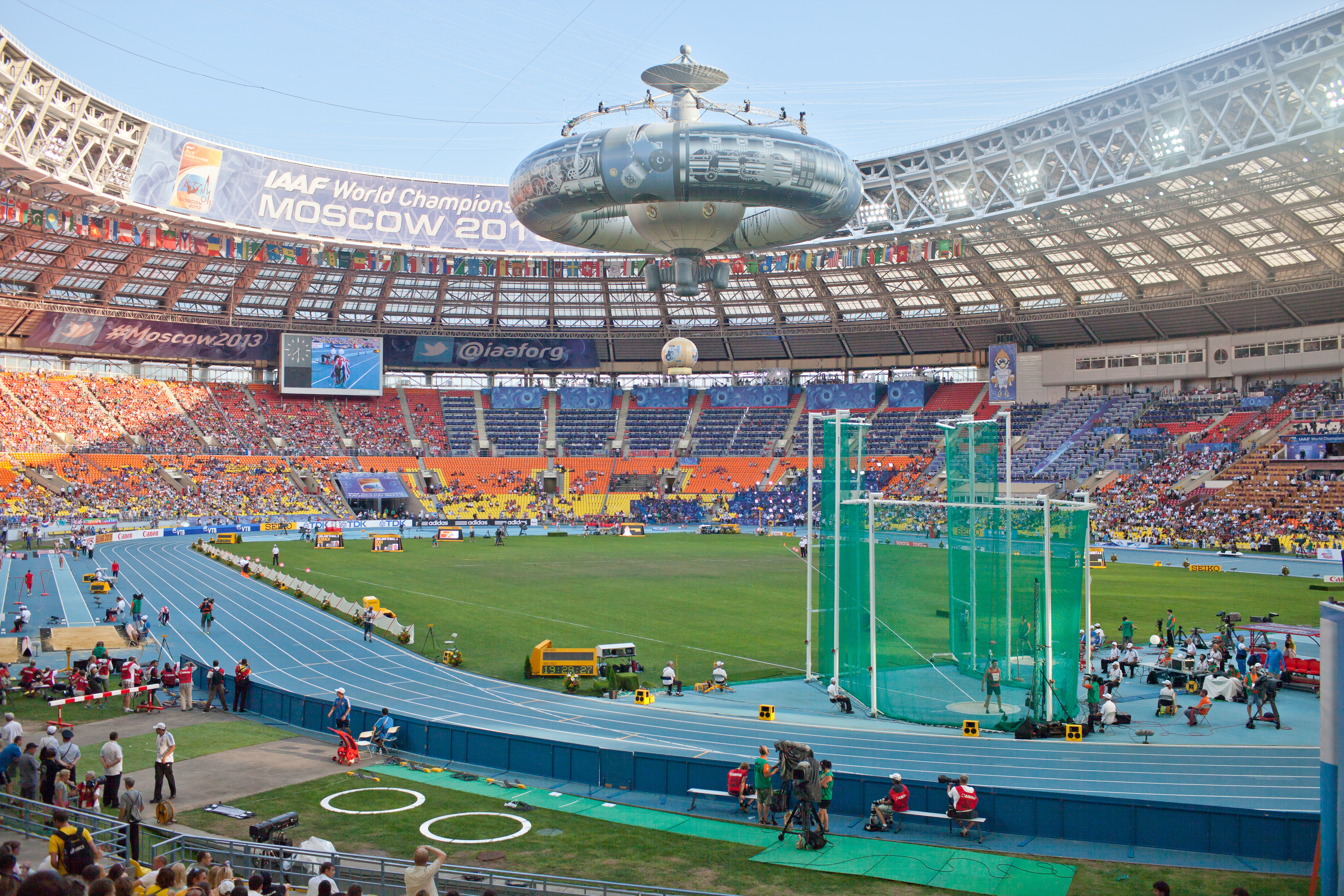
Das Olympiastadion Luschniki während der Weltmeisterschaften

Der 5000-Meter-Lauf der Frauen bei den Leichtathletik-Weltmeisterschaften 2013 wurde am 14. und 17. August 2013 im Olympiastadion Luschniki der russischen Hauptstadt Moskau ausgetragen.
Die äthiopischen Langstreckenläuferinnen errangen in diesem Wettbewerb mit Gold und Bronze zwei Medaillen.

Ihren zweiten Weltmeistertitel nach 2007 erlief sich die zweifache Olympiasiegerin (2004/2012), Olympiadritte von 2008, Vizeweltmeisterin von 2005 und zweifache WM-Dritte (2009/2011) Meseret Defar. Sie war darüber hinaus Afrikameisterin von 2006 und dreifache Vizeafrikameisterin (2000/2008/2010).

Silber ging an die Kenianerin Mercy Cherono.

Bronze gewann Almaz Ayana.

## Bestehende Rekorde
| Weltrekord               | 14:11,15 min | Tirunesh Dibaba | Oslo, Norwegen                | 6. Juni 2008    |
| Weltmeisterschaftsrekord | 14:38,59 min | Tirunesh Dibaba | WM 2005 in Helsinki, Finnland | 13. August 2005 |

Der bestehende WM-Rekord wurde bei diesen Weltmeisterschaften nicht eingestellt und nicht verbessert.

## Vorrunde
Die Vorrunde wurde in zwei Läufen durchgeführt. Die ersten fünf Athletinnen pro Lauf – hellblau unterlegt – sowie die darüber hinaus fünf zeitschnellsten Läuferinnen – hellgrün unterlegt – qualifizierten sich für das Finale.

### Vorlauf 1
14. August 2013, 9:40 Uhr
| Platz | Name                     | Nation                       | Zeit (min) |
| ----- | ------------------------ | ---------------------------- | ---------- |
| 1     | Mercy Cherono            | Kenia                        | 15:34,70   |
| 2     | Almaz Ayana              | Äthiopien                    | 15:34,93   |
| 3     | Molly Huddle             | USA                          | 15:40,91   |
| 4     | Shannon Rowbury          | USA                          | 15:50,41   |
| 5     | Tejitu Daba              | Bahrain                      | 15:56,74   |
| 6     | Almensh Belete           | Belgien                      | 16:03,03   |
| 7     | Sophie Duarte            | Frankreich                   | 16:05,13   |
| 8     | Betlhem Desalegn         | Vereinigte Arabische Emirate | 16:13,27   |
| 9     | Misaki Onishi            | Japan                        | 16:16,52   |
| 10    | Carolina Tabares         | Kolumbien                    | 16:22,81   |
| DNF   | Margaret Wangari Muriuki | Kenia                        |            |

Im ersten Vorlauf ausgeschiedene Athletinnen:

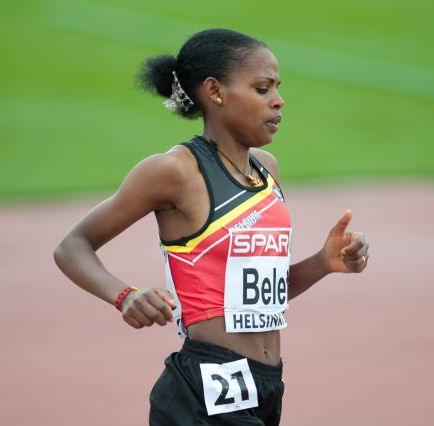
Almensh Belete Rang sechs in 16:03,03 min
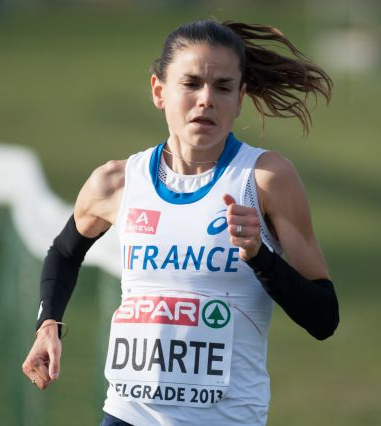
Sophie Duarte Rang sieben in 16:05,13 min
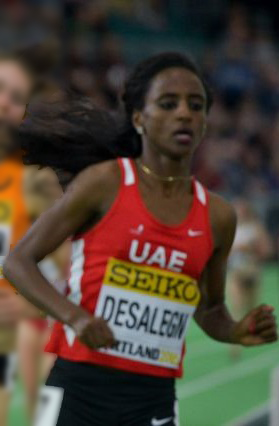
Betlhem Desalegn Rang acht in 16:13,27 min
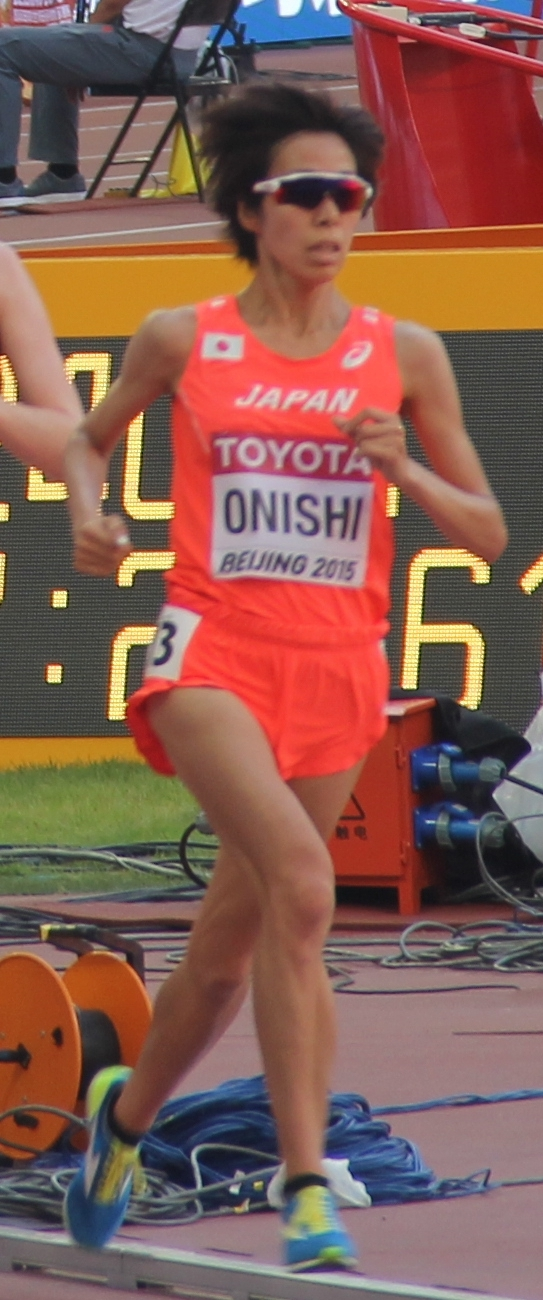
Misaki Onishi Rang neun in 16:16,52 min
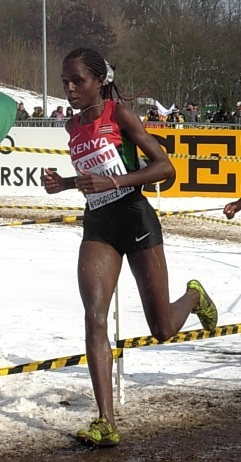
Margaret Wangari Muriuki nicht im Ziel

### Vorlauf 2
14. August 2013, 10:04 Uhr
| Platz | Name                      | Nation      | Zeit (min) |
| ----- | ------------------------- | ----------- | ---------- |
| 1     | Meseret Defar             | Äthiopien   | 15:22,94   |
| 2     | Buze Diriba               | Äthiopien   | 15:23,41   |
| 3     | Viola Jelagat Kibiwot     | Kenia       | 15:24,47   |
| 4     | Jelena Nagowizyna         | Russland    | 15:26,95   |
| 5     | Kim Conley                | USA         | 15:27,35   |
| 6     | Karoline Bjerkeli Grøvdal | Norwegen    | 15:29,41   |
| 7     | Susan Kuijken             | Niederlande | 15:34,31   |
| 8     | Jackie Areson             | Australien  | 15:40,21   |
| 9     | Dolores Checa             | Spanien     | 15:43,73   |
| 10    | Dominika Nowakowska       | Polen       | 15:45,10   |
| 11    | Giuli Dekanadze           | Georgien    | 17:57,39   |

## Finale

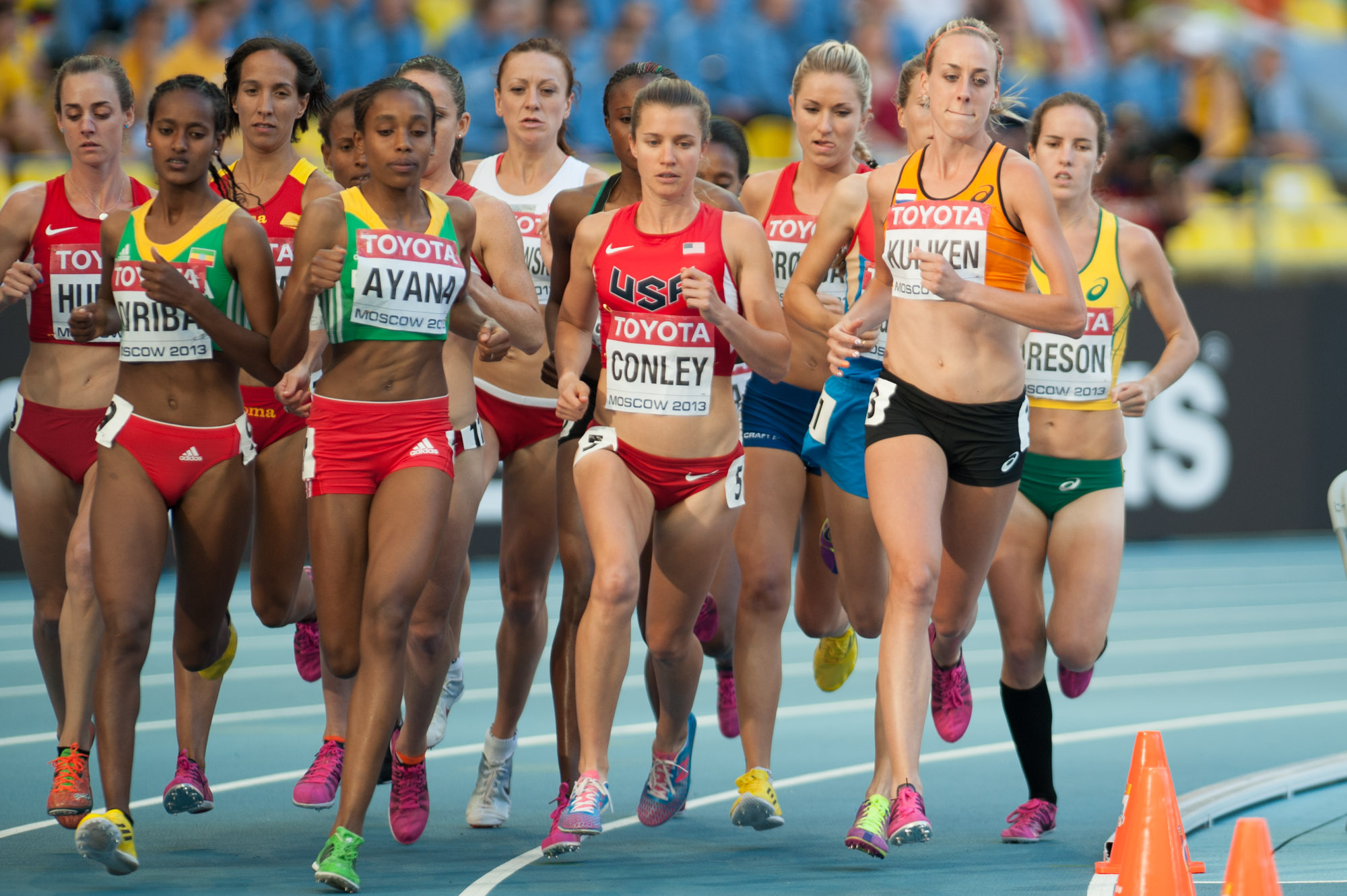
Ein noch dicht gedrängtes Feld im 5000-Meter-Finale

17. August 2013, 18:55 Uhr
| Platz | Name                      | Nation      | Zeit (min) |
| ----- | ------------------------- | ----------- | ---------- |
| 1     | Meseret Defar             | Äthiopien   | 14:50,19   |
| 2     | Mercy Cherono             | Kenia       | 14:51,22   |
| 3     | Almaz Ayana               | Äthiopien   | 14:51,33   |
| 4     | Viola Jelagat Kibiwot     | Kenia       | 15:01,67   |
| 5     | Buze Diriba               | Äthiopien   | 15:05,38   |
| 6     | Molly Huddle              | USA         | 15:05,73   |
| 7     | Shannon Rowbury           | USA         | 15:06,10   |
| 8     | Susan Kuijken             | Niederlande | 15:14,70   |
| 9     | Jelena Nagowizyna         | Russland    | 15:24,83   |
| 10    | Dolores Checa             | Spanien     | 15:30,42   |
| 11    | Tejitu Daba               | Bahrain     | 15:33,89   |
| 12    | Kim Conley                | USA         | 15:36,58   |
| 13    | Karoline Bjerkeli Grøvdal | Norwegen    | 15:48,87   |
| 14    | Dominika Nowakowska       | Polen       | 15:58,26   |
| 15    | Jackie Areson             | Australien  | 16:08,32   |

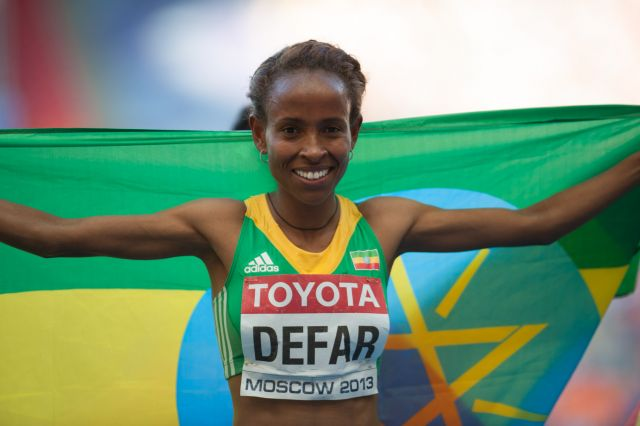
Mit der zweifachen Olympiasiegerin (2004/2012) Meseret Defar wurde eine der erfolgreichsten Langstrecklerinnen zum zweiten Mal nach 2007 Weltmeisterin
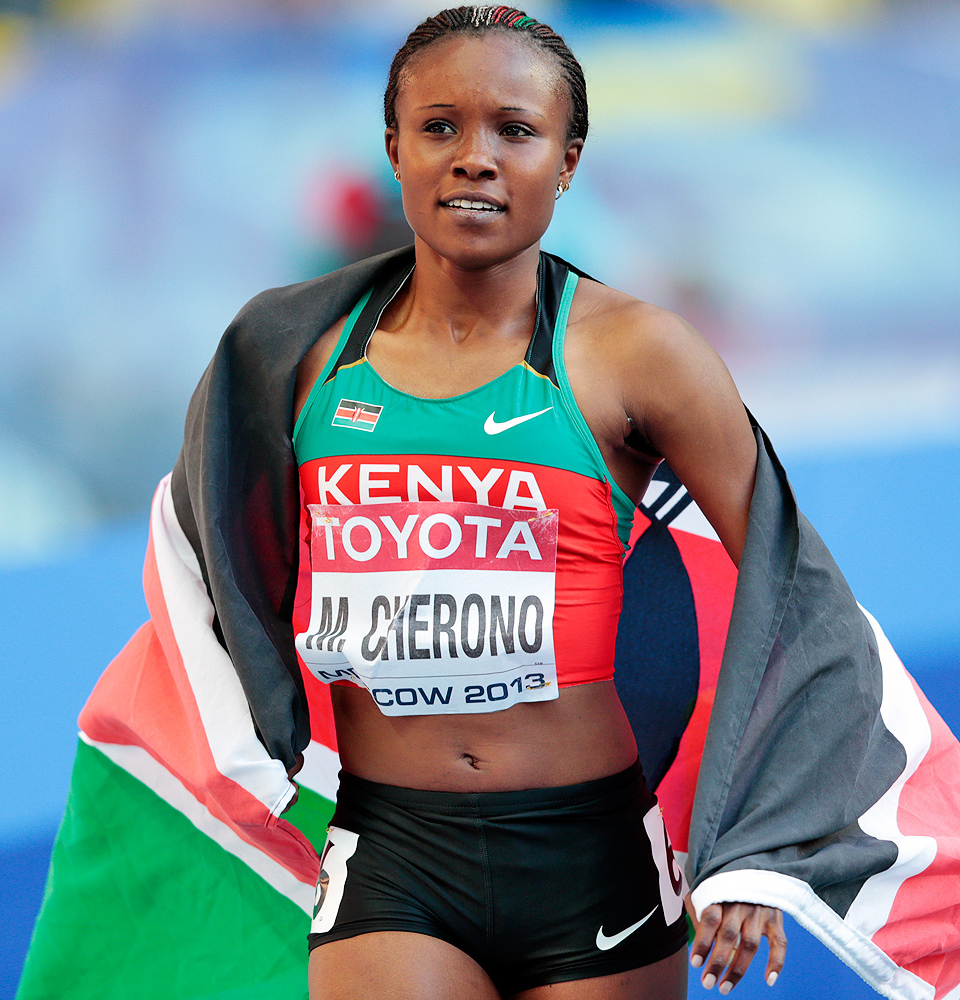
Vizeweltmeisterin Mercy Cherono
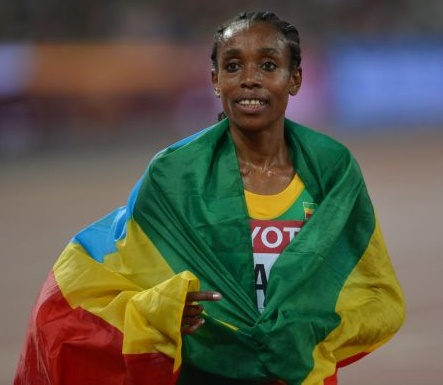
Bronzemedaillengewinnerin Almaz Ayana – hier zwei Jahre später als Weltmeisterin in Peking

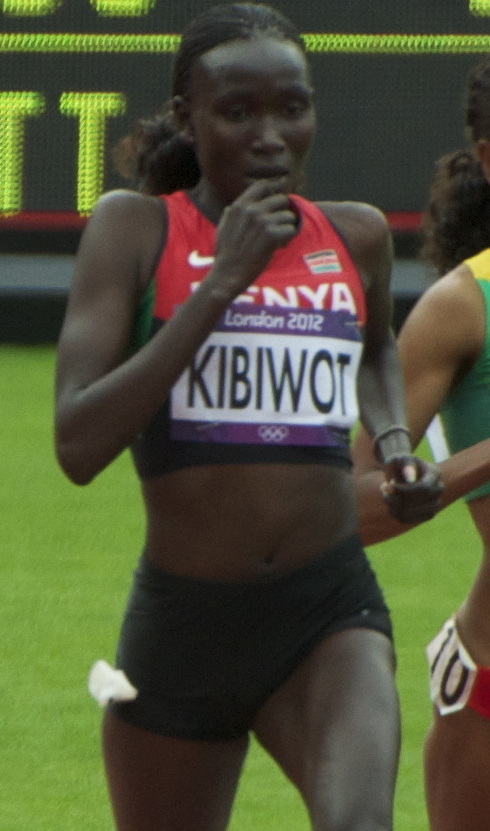
Rang vier für Viola Jelagat Kibiwot
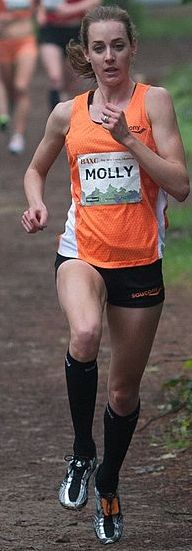
Molly Huddle belegte Rang sechs
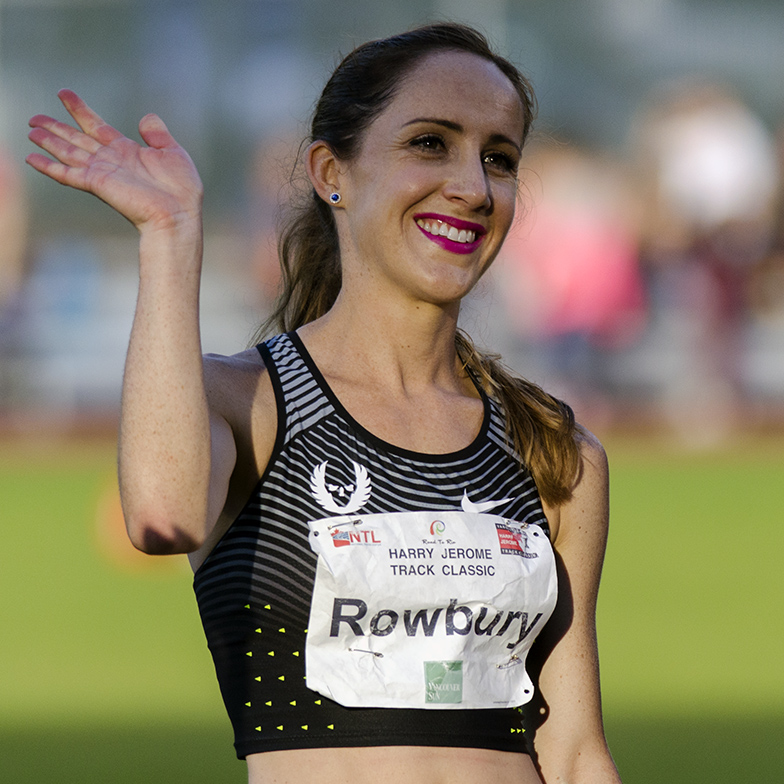
Shannon Rowbury kam auf den siebten Platz
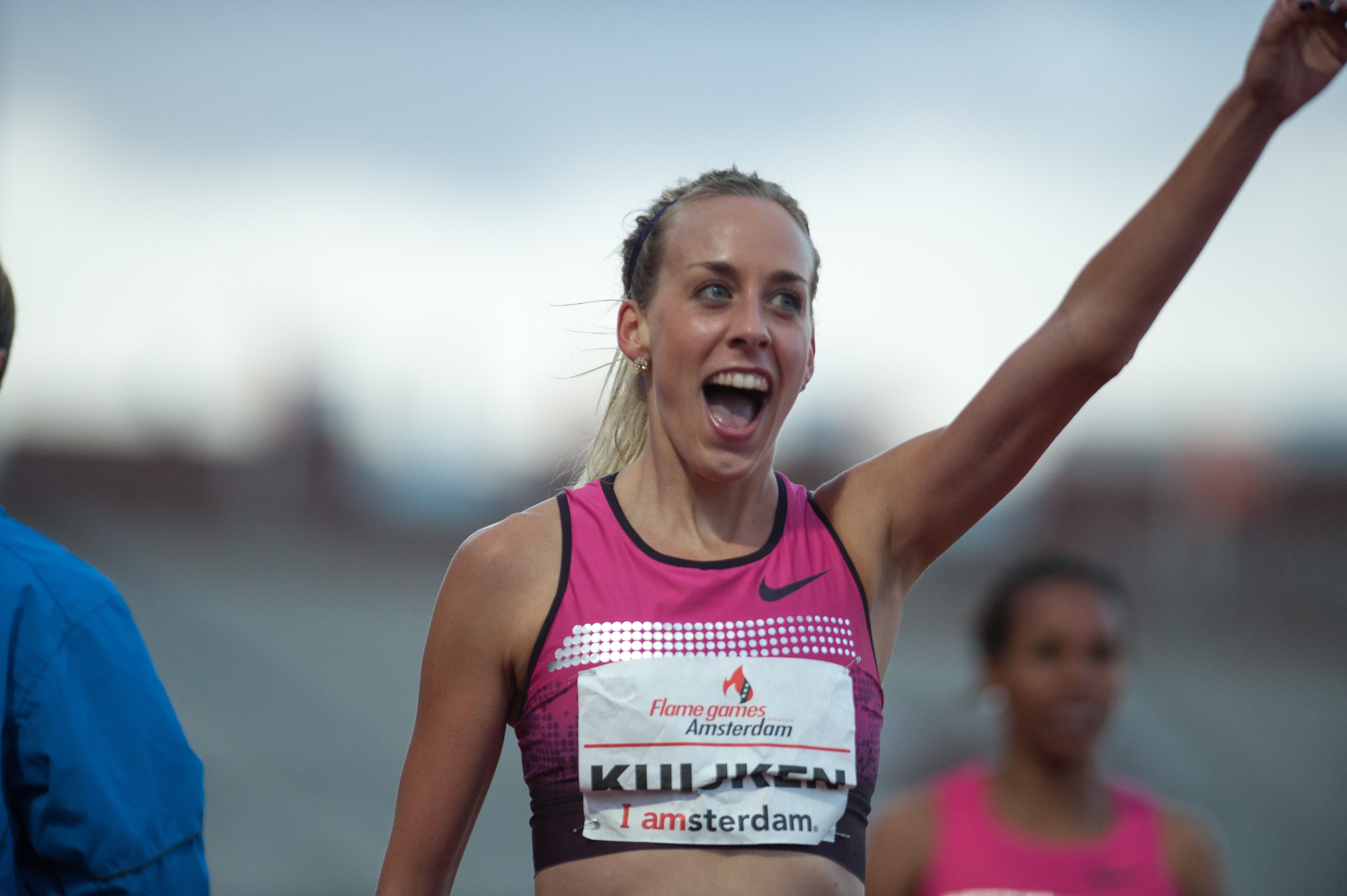
Susan Kuijken, spätere Susan Krumins, erreichte Platz acht
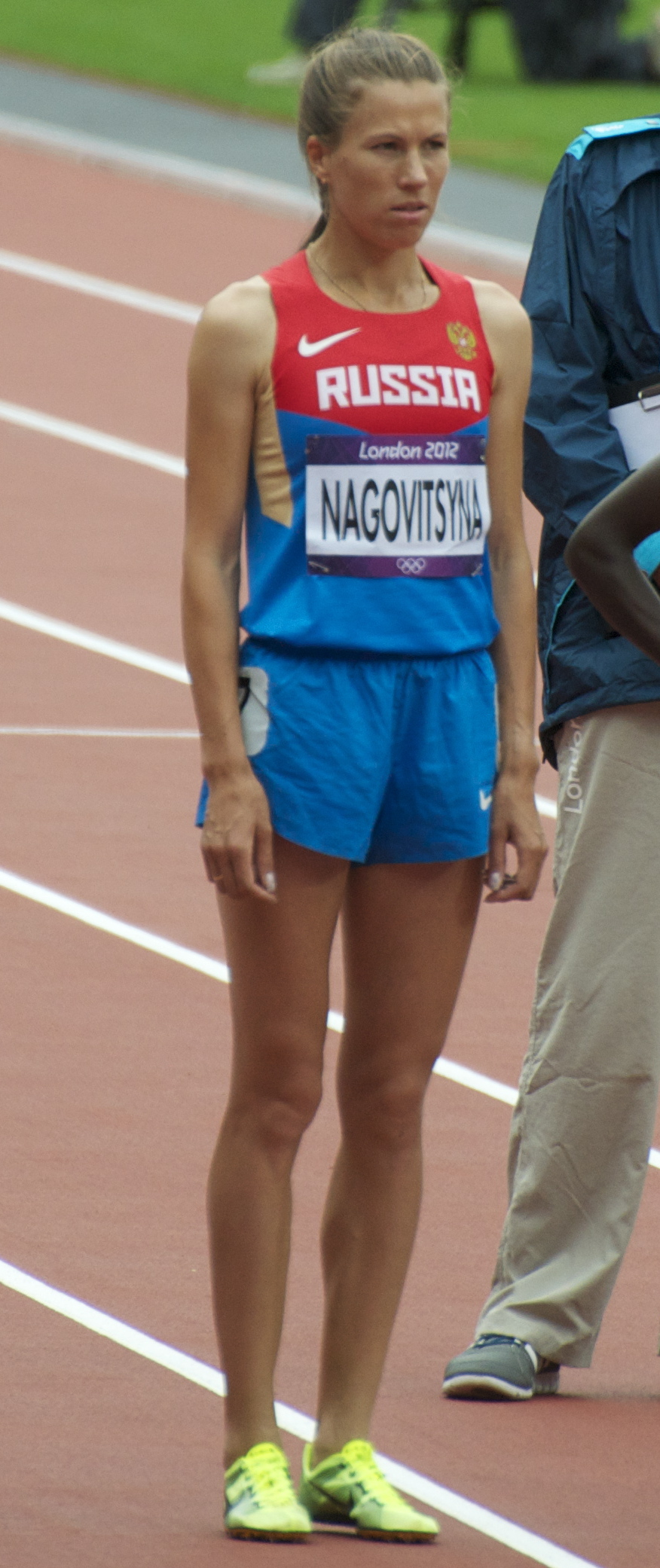
Jelena Nagowizina – Rang neun
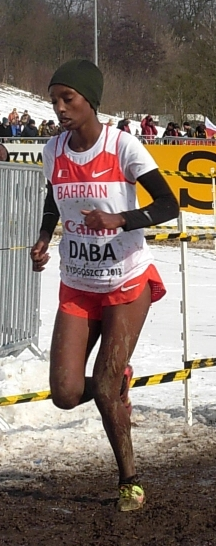
Die elftplatzierte Tejitu Daba
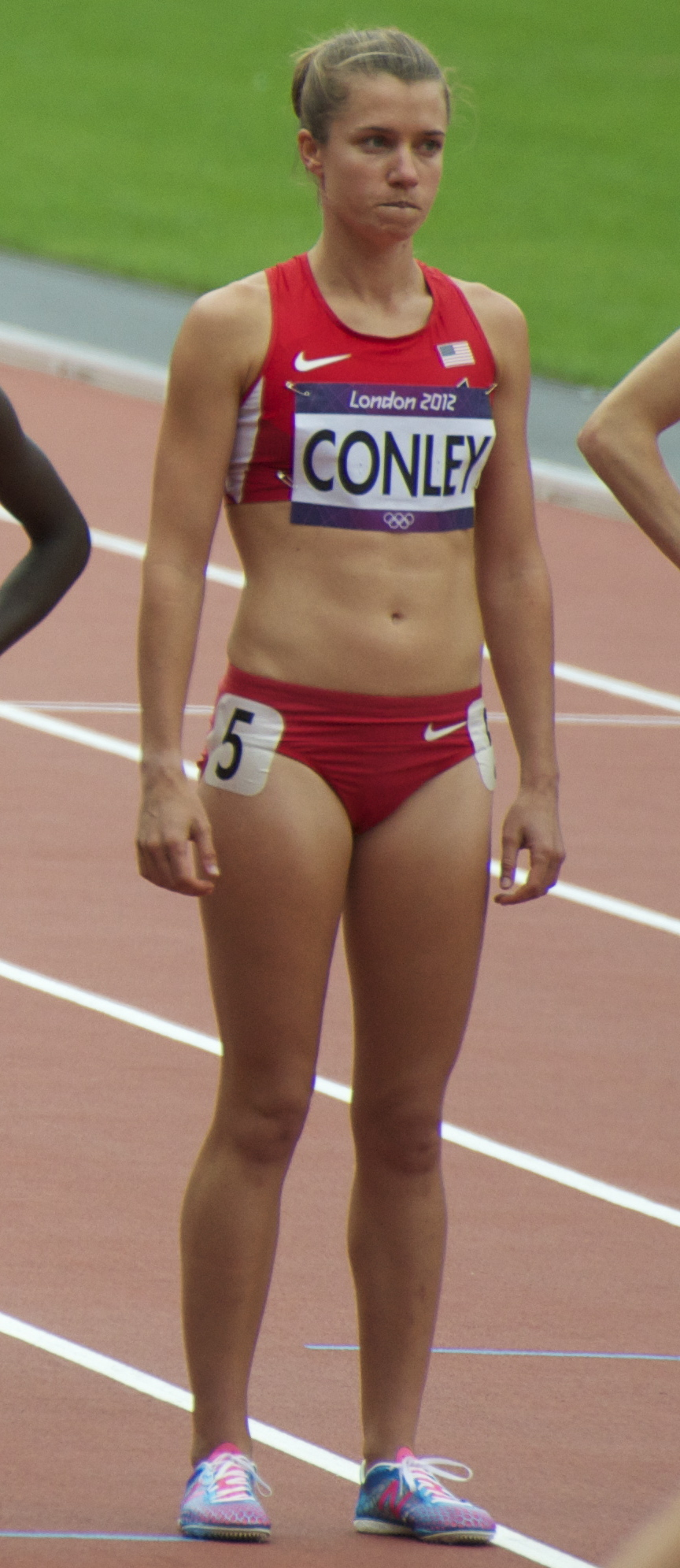
Kim Conley wurde Zwölfte
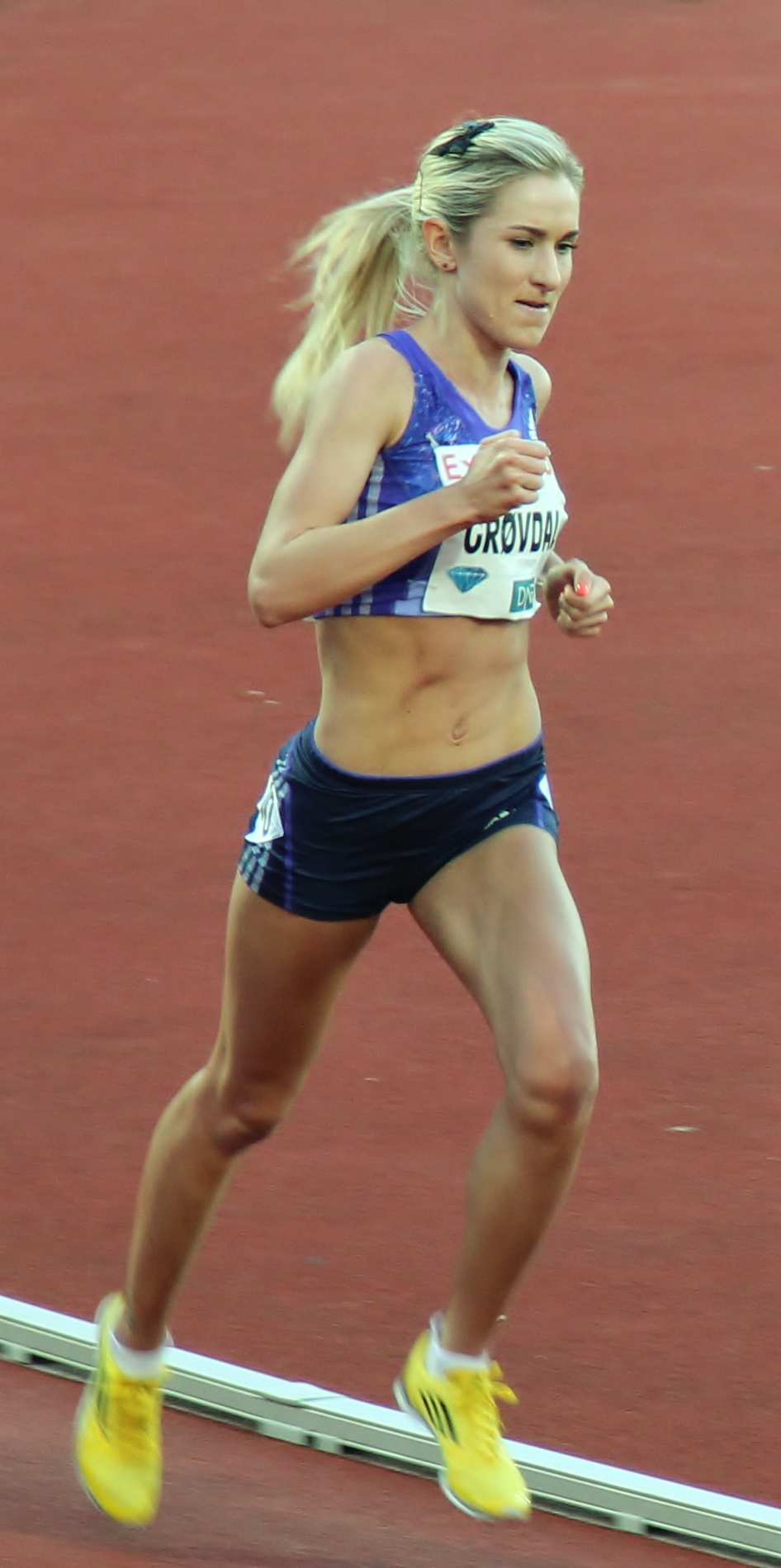
Karoline Bjerkeli Grøvdal – Rang dreizehn

## Video
- Ethiopia Sport Meseret Defar in 5000M final & Medal Celebration in Athletics Moscow 2013, youtube.com, abgerufen am 22. Juli 2017